# Klasztor Świętego Biszwiego
Klasztor Świętego Biszwiego, klasztor Świętego Paisjusza(arab. ‏دير الأنبا بيشوي‎, Dajr Anba Biszwi, Dayr Anbā Bishwī) – koptyjski klasztor, położony w Wadi an-Natrun (starożytne Skete) w północnym Egipcie (około 90 km od Kairu). Założony został w 340 roku przez Paisjusza Wielkiego (Biszwi to arabska forma tego imienia), ucznia Makarego Wielkiego Egipskiego, eremity uważanego za jednego z ojców egipskiego monastycyzmu chrześcijańskiego, uznanego później za świętego katolickiego i prawosławnego. Klasztor funkcjonuje od IV wieku aż po czasy współczesne.

## Historia
Pierwsza osada mnichów w Wadi al-Natrun została założona przed 340 rokiem. Była to osada założona w rejonie obecnego klasztoru Rzymian – kościół otoczony rozsianymi na pustyni celami mnichów. W 340 roku do ówczesnego Skete przybył Paisjusz, który chciał w tym miejscu prowadzić życie ascetyczne i stał się duchowym ojcem części mnichów, którzy zgromadzili się wokół niego. Według publikacji wydanej przez wspólnotę z klasztorną z Wadi al-Natrun, po najeździe Berberów w 407 roku Paisjusz opuścił klasztor w Wadi an-Natrun i schronił się w Antinoopolis, w którym zmarł. Ciało zmarłego zostało przewiezione do macierzystego eremu w XI wieku i jest złożone w klasztornym kościele Świętego Paisjusza.
Przed końcem IV wieku w tym rejonie istniały już cztery wspólnoty chrześcijańskie – zgromadzona w eremie funkcjonującym w rejonie obecnego klasztoru św. Biszwiego (Paisjusza), klasztoru Rzymian, eremu św. Makarego, oraz św. Jana Kolobosa. Po śmierci Makarego w 390 roku, nadal rosła liczba mnichów i przybywało nowych eremów. Klasztor Paisjusza był jednym z 50 eremów zbudowanych w tym rejonie.
Monastery w Skete przeżyły szereg zbrojnych najazdów – w 408, 434 i w 444 roku. Podczas ostatniego z wymienionych napadów, pustynni, berberyjscy zbójcy zamordowali 49 eremitów żyjących w zlokalizowanym nieopodal klasztorze Świętego Makarego. Ich męczeńską śmierć upamiętnia, zachowany do czasów współczesnych, kościół Czterdziestu Dziewięciu Męczenników w tamtym klasztorze. Swoje miecze napastnicy obmyli w studni na terenie obecnego klasztoru św. Biszwiego. Studnia zachowała się do czasów współczesnych i jest nazywana „studnią męczenników”. W V wieku cesarz Zenon Izauryjczyk ufundował klasztorną fortyfikację obronną, która w następnych wiekach dawała schronienie podczas najazdów Berberów. Brama klasztorna wraz z towarzyszącym jej trzykondygnacyjnym donżonem jest najbardziej kompletną i najlepiej zachowaną bramą w klasztorach Wadi an-Natrun. 
W IX wieku klasztor został otoczony murami, w obrębie których znalazł się teren klasztorny o powierzchni 3 akrów (ok. 1,2 ha).
Klasztor Świętego Biszwiego jest jednym z czterech klasztorów starożytnego Skete, które przetrwały do czasów współczesnych. 

## Architektura
W obrębie murów klasztoru znajduje się pięć kościołów:  
- kościół Świętego Paisjusza – z IX w., używany tylko latem, (największy kościół w obrębie klasztorów Wadi an-Natrun[10]),
- kościół Świętego Beniamina,
- kościół Archanioła Michała (w klasztornym donżonie – ozdobiony ikonami z XVIII wieku),
- kościół Najświętszej Marii Panny (używany w okresie zimowym),
- kościół św. Iskhuruma (Abaskirona).

Klasztorny donżon z V wieku ma trzy kondygnacje. Na parterze zlokalizowany jest młyn zbożowy, tłocznia oliwy oraz studnia. Na drugiej kondygnacji znajduje się wejście, które skomunikowane jest z klasztorem za pomocą drewnianego, zwodzonego mostku, oraz kościół Najświętszej Marii Panny. Na najwyższym piętrze znajduje się kościół św. Archanioła Michała. W zachodniej części klasztoru znajduje się cmentarz, na którym pochowano także patriarchę Koptyjskiego Kościoła Ortodoksyjnego Szenudę III.